# Wimbledon Championship Tennis
Pour les articles homonymes, voir Wimbledon.
 (mars 2020).
Si vous disposez d'ouvrages ou d'articles de référence ou si vous connaissez des sites web de qualité traitant du thème abordé ici, merci de compléter l'article en donnant les références utiles à sa vérifiabilité et en les liant à la section « Notes et références ».
Wimbledon Championship Tennis (parfois appelé simplement Wimbledon) est un jeu vidéo de tennis sorti en 1992 sur Master System, puis porté en 1993 sur Mega Drive et Game Gear. Le jeu fait référence au tournoi du Grand Chelem de Wimbledon.
Le jeu a connu une suite sorti sous le titre Wimbledon II en 1993.
Il a été réédité dans la compilation Sega Sports 1 en 1995 sur Mega Drive.